# Ajuntament de Castelló de la Plana
L'Ajuntament de Castelló és la institució que s'encarrega de governar la ciutat i municipi de Castelló de la Plana (la Plana Alta, País Valencià). Està presidit pel corresponent alcalde o alcaldessa de Castelló que és triat democràticament per sufragi universal. Actualment el càrrec l'exerceix d'alcaldessa-presidenta del municipi Begoña Carrasco García (Partit Popular). L'organisme està emplaçat al Palau Municipal.

## Història
La història de l'Ajuntament de Castelló es remunta al 7 de febrer de 1284, quan el rei Pere III d'Aragó va estendre a Castelló els mateixos privilegis forals que gaudia la ciutat de València. Aquest govern, denominat Consell, estava format per 36 consellers, i oficis; quatre jurats, vertaders governants de la ciutat; a més de càrrecs especialitzats com el de mustasaf, encarregat dels pesos i mesures i vigilància urbana; sindich, tresorer; cequier, encarregat de l'administració de les aigües de reg; sacristà, dedicat l'administració eclesiàstica; i escrivà, redactor d'actes. Tots aquests càrrecs van romandre vigents durant cinc segles. Després de la victòria de Felip V en la Guerra de Successió de 1707, es va publicar el Decret de Nova Planta, que va abolir els furs del Regne de València, havent-se de que formar una nova corporació municipal d'acord amb els costums castellans. Aquest fet es va produir a Castelló el dia 26 de febrer de 1708, sent els seus primers membres els que havien format el Consell fins a la data.

## Política

### Ple de l'Ajuntament o Consell Municipal
El Ple de l'Ajuntament és l'òrgan de màxima representació política de la ciutadania al Govern Municipal. Assumeix de manera directa la representació de la col·lectivitat i en el seu nom es decideix sobre les qüestions més importants i transcendents del Govern de la ciutat.
Els regidors i regidores de l'Ajuntament de Castelló s'escullen per sufragi universal en eleccions celebrades cada quatre anys. El sistema D'Hondt és el mètode electoral que s'utilitza a Espanya, per repartir les regidories dels ajuntaments, de manera aproximadament proporcional als vots obtinguts per les candidatures.
En la legislatura 2023-2027 el Ple de l'Ajuntament està format per representants de 4 grups polítics:
| Partit Polític                           | Nº representants |
| ---------------------------------------- | ---------------- |
| Partit Popular                           | 11               |
| Partit Socialista del País Valencià-PSOE | 9                |
| Vox                                      | 4                |
| Compromís                                | 3                |

### Govern municipal

#### Alcaldia
Des de 2023 l'alcaldessa de Castelló de la Plana és Begoña Carrasco del PP.
Abans, després de la reinstauració de la democràcia, en les primeres tres eleccions va haver-hi alcaldes del PSPV-PSOE, i en les sis posteriors del PP. El 2015 va recuperar el l'alcaldia el PSPV-PSOE amb el suport de Compromís i Castelló en Moviment a la legislatura 2015-2019, i la coalició Podem-Castelló en Moviment-EUPV a la 2019-2013. A les eleccions de 2023 el PP va tornar a l'alcaldia governant amb majoria simple.
| Període     | Alcalde o alcaldessa                       | Partit polític | Data de possessió     | Observacions         |
| ----------- | ------------------------------------------ | -------------- | --------------------- | -------------------- |
| 1979–1983   | Antonio Tirado Jiménez                     |                | 20/04/1979            | --                   |
| 1983–1987   | Antonio Tirado Jiménez                     |                | 23/05/1983            | --                   |
| 1987–1991   | Daniel Gozalbo Bellés                      |                | 30/06/1987            | --                   |
| 1991–1995   | José Luis Gimeno Ferrer                    |                | 15/06/1991            | --                   |
| 1995–1999   | José Luis Gimeno Ferrer                    |                | 17/06/1995            | --                   |
| 1999–2003   | José Luis Gimeno Ferrer                    |                | 03/07/1999            | --                   |
| 2003–2007   | José Luis Gimeno Ferrer Alberto Fabra Part |                | 14/06/2003 29/01/2005 | Dimissió/renúncia -- |
| 2007–2011   | Alberto Fabra Part                         |                | 16/06/2007            | --                   |
| 2011–2015   | Alberto Fabra Part Alfonso Bataller Vicent |                | 11/06/2011 30/07/2011 | Incompabilitat --    |
| 2015–2019   | Amparo Marco Gual                          |                | 13/06/2015            | --                   |
| 2019-2023   | Amparo Marco Gual                          |                | 15/06/2019            | --                   |
| Des de 2023 | Begoña Carrasco García                     |                | 17/06/2023            | --                   |

#### Junta de Govern
L'alcaldessa és també presidenta de la Junta de Govern Local, organisme col·legiat amb les funcions de la direcció política, execució i administració del govern municipal.
Correspon a l'alcaldessa nomenar i separar lliurement els membres de la Junta de Govern Local, el nombre dels quals no podrà excedir d'un terç del nombre legal de membres del Ple, a més de l'alcaldessa.
En la legislatura 2019-2023 la Junta de Govern Local està formada per representants dels dos partits que comparteixen el govern de coalició:
| Càrrec                     | Titular                   |  |
| -------------------------- | ------------------------- |  |
| Alcaldessa                 | Amparo Marco Gual         |  |
| Primer Tinent d'Alcaldia   | José Luís López Ibáñez    |  |
| Segon Tinent d'Alcaldia    | Ignasi Garcia Felip       |  |
| Tercer Tinent d'Alcaldia   | Fernando Navarro Cueva    |  |
| Quarta Tinent d'Alcaldia   | Pilar Escuder Mollón      |  |
| Cinquena Tinent d'Alcaldia | Verónica Ruiz Escrig      |  |
| Sisena Tinent d'Alcaldia   | Mª. Carmen Ribera Soriano |  |
| Setè Tinent d'Alcaldia     | Omar Braina Bou           |  |
| Vuitena Tinent d'Alcaldia  | Isabel Granero Moya       |  |
| Novè Tinent d'Alcaldia     | Jorge Ribes Vicente       |  |

### Eleccions municipals
L'evolució en el repartiment dels escons al ple municipal per partits polítics des de les eleccions municipals de 1979 és la següent:
| Històric de regidors a l'ajuntament de Castelló de la Plana |                    |      |      |      |      |      |      |      |      |      |      |      |
| Candidatura                                                 | Candidatura        | 1979 | 1983 | 1987 | 1991 | 1995 | 1999 | 2003 | 2007 | 2011 | 2015 | 2019 |
|                                                             | PSPV-PSOE          | 12   | 19   | 12   | 13   | 8    | 10   | 10   | 12   | 9    | 7    | 10   |
|                                                             | CD / AP / PP       | 1    | 8    | 9    | 14   | 16   | 16   | 15   | 14   | 15   | 8    | 7    |
|                                                             | Cs                 |      |      |      |      |      |      |      |      |      | 4    | 4    |
|                                                             | UPV/Bloc/Compromís | 2    | 0    | *    | 0    | 1    | 1    | 2    | 1    | 2    | 4    | 3    |
|                                                             | CEM / UP           |      |      |      |      |      |      |      |      |      | 4    | 2**  |
|                                                             | Vox                |      |      |      |      |      |      |      |      |      |      | 1    |
|                                                             | UCD                | 10   |      |      |      |      |      |      |      |      |      |      |
|                                                             | PCE / EUPV         | 2    | 0    | 1*   | 0    | 2    | 0    | 0    | 0    | 1    | 0    | **   |
|                                                             | CDS                |      | 0    | 5    | 0    |      |      |      |      |      |      |      |
| Fonts: Ministeri de l'Interior                              |                    |      |      |      |      |      |      |      |      |      |      |      |

1. ↑  A les eleccions municipals de 1979 Alianza Popular es presentà dins de Coalició Democràtica i n'obtingué 1 regidor. A les eleccions de 1983 es presentà en la coalició AP-PDP-UL-UV. A les eleccions de 1991 la que havia sigut la Federació de partits d'Alianza Popular es presentà com un únic partit amb un el nom nou de Partit Popular.
2. ↑  A les eleccions municipals de 1979 hi apareixen els resultats d'EIC, en 1983 i 1991 d'UPV, en 1995 d'UPV-GU, en 1999 i 2003 de Bloc-EV, en 2007 de Bloc, en 2011 i 2015 de Compromís. (*- En 1987 concorriren junts UPV i IU).
3. ↑  El 2015 es mostren els resultats de Castelló en Moviment.
4. ↑  A les eleccions municipals de 1979 hi apareixen els resultats de PCE, en 1983 de PCE-PCPV, en 1987 d'IU, en 1991 d'EUPV, en 1995 d'EU-EV, en 1999 d'EUPV, en 2003 d'Entesa, en 2007 d'EUPV-EV, en 2011 d'EUPV i 2015 d'Esquerra de Castelló (EUPV-ERPV-EV-FR). (*- En 1987 concorriren junts UPV i IU). (**- El 2019 EUPV es va integrar a la coalició Podem-Castelló en Moviment (CEM)-EUPV